# كيوية
كيوية (الاسم العلمي: Apterygidae) هي فصيلة من الطيور تتبع رتبة الكيويات من طائفة الطيور.

## أجناس
- طائر الكيوي